# Monocephalus
Monocephalus is een geslacht van spinnen uit de familie hangmatspinnen (Linyphiidae).

## Soorten
De volgende soorten zijn bij het geslacht ingedeeld:
- Monocephalus castaneipes (Simon, 1884)
- Monocephalus fuscipes (Blackwall, 1836)